# Gotha Go 345
Gotha Go 345 – niemiecki wojskowy szybowiec z czasów II wojny światowej.
W 1944 roku w Gothaer Waggonfabrik rozpoczęto prace nad nowym typem szybowca.  Planowano wybudować szybowiec który miał za zadanie wylądować w konkretnej strefie z jak największą dokładnością. Do budowy szybowca wykorzystano projekt Gotha Go 242, jednak Gotha Go 345 miał być nieco mniejszy. Wersja Go 345B otrzymała mocniejszy kadłub i ulepszone hamulce dzięki którym długość lądowania znacznie się skracała. Ten projekt mógł zabrać 10 w pełni wyposażonych żołnierzy na pokład.